# Parodia mammulosa

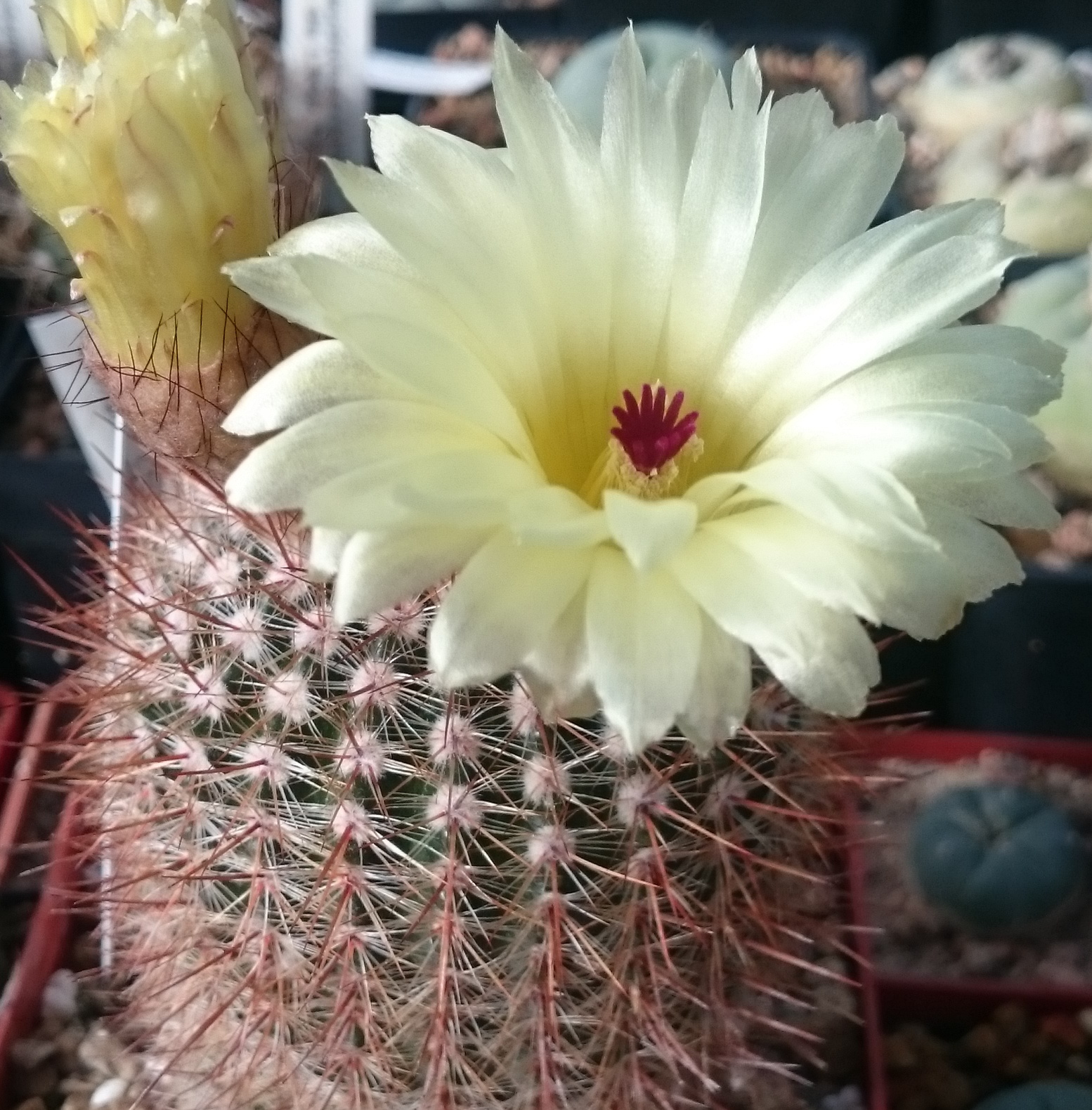
Parodia mammulosa subsp. eugeniae

Parodia mammulosa ist eine Pflanzenart aus der Gattung Parodia in der Familie der Kakteengewächse (Cactaceae). Das Artepitheton mammulosa ist das Diminutiv des lateinischen Wortes mamma, bedeutet ‚Warze‘ und verweist auf die warzigen Triebe der  Art.

## Beschreibung
Parodia mammulosa wächst einzeln. Die glänzend hellgrünen bis dunkelgrünen, kugelförmigen bis kurz zylindrischen Triebe erreichen Wuchshöhen von bis zu 8 Zentimeter und Durchmesser von 5 bis 13 Zentimeter. Manchmal sind die Triebe nahezu vollständig von der ineinander verwobenen Bedornung verdeckt. Die 13 bis 24 senkrechten Rippen sind in deutliche, große auffällige spitze Höcker mit einem kinnartigen Vorsprung untergliedert. Die Areolen befinden sich zwischen den Höckern. Die ein bis vier (oder mehr) geraden und kräftigen Mitteldornen sind weiß bis grau oder braun. Sie weisen eine Länge von bis zu 2 Zentimeter (selten bis zu 4 Zentimeter) auf. Einer der Mitteldornen ist gelegentlich abgeflacht. Die Mitteldornen sind nicht leicht von den sechs bis 30 Randdornen zu unterscheiden. Die weißlichen Randdornen sind meist nadelig und 0,5 bis 1 Zentimeter lang.
Die hell- bis goldgelben Blüten, seltener sind sie hellrosafarben, erreichen Längen von 3,5 bis 5,5 Zentimeter. Ihr Perikarpell und die Blütenröhre sind kurz und breit. Sie sind mit dichter Wolle und wenigen dunklen Borsten besetzt. Die Narbe ist purpurfarben. Die kugelförmigen und dünnwandigen Früchte sind bei Reife schlauchartig verlängert. Sie enthalten glockenförmige bis helmförmige, mattbraune Samen, die fein gehöckert sind und ein auffälliges, korkiges Hilum besitzen.

## Verbreitung, Systematik und Gefährdung
Parodia mammulosa ist im brasilianischen Bundesstaat Rio Grande do Sul, in Uruguay und Argentinien verbreitet.
Die Erstbeschreibung als Echinocactus mammulosus durch Charles Lemaire wurde 1838 veröffentlicht. Nigel Paul Taylor stellte die Art 1987 in die Gattung Parodia. Weitere nomenklatorische Synonyme sind Notocactus mammulosus (Lem.) A.Berger (1838), Malacocarpus mammulosus (Lem.) Britton & Rose (1922, unkorrekter Name ICBN-Artikel 11.4) und Ritterocactus mammulosus (Lem.) Doweld (1999).
Die Unterarten Parodia mammulosa subsp. brasiliensis (Havlíček) Hofacker, Parodia mammulosa subsp. erythracantha (H.Schloss. & Brederoo) Hofacker, Parodia mammulosa subsp. eugeniae (Vliet) Hofacker und Parodia mammulosa subsp. submammulosa (Lem.) Hofacker werden nicht mehr anerkannt.
In der Roten Liste gefährdeter Arten der IUCN wird die Art als „Least Concern (LC)“, d. h. als nicht gefährdet geführt.

## Nachweise